# Amputacija
Amputácija je odstranitev okončine ali njenega dela zaradi poškodbe, bolezni ali operacije. Kot kirurški poseg se opravi za nadzor bolečine ali bolezenskega procesa v prizadeti okončini, na primer zaradi malignoma ali gangrene. V nekaterih primerih se taka operacija opravi v okviru preventive. Poseben primer so kongenitalne amputacije, to je prirojene motnje. V nekaterih državah se ali se je amputacija dlani, stopal ali drugih delov telesa uporabljala kot oblika kazni za ljudi, ki so storili kazniva dejanja. Amputacija se uporablja tudi kot taktika v vojni ali terorističnih dejanjih. Do nje lahko pride tudi zaradi vojne poškodbe. V nekaterih kulturah in religijah se manjše amputacije in pohabljanja štejejo za del ritualov.
V ZDA do večine novih amputacij pride zaradi zapletov bolezni žilnega sistema, najpogosteje pri sladkorni bolezni. Med letoma 1988 in 1996 je v ZDA povprečno 133 735 odpustov iz bolnišnice predstavljalo odpuste po amputaciji.

## Vrste

### Noga
Amputacije noge se lahko delijo v dve večji kategoriji:
- Manjše amputacije:
  - Amputacije prstov
  - Delne amputacije stopala (Chopart, Lisfranc, Ray)
  - Disartikulacija gležnja (Syme, Pyrogoff, Boyd)
- Večje amputacije:
  - Podkolenska amputacija – kirurško se lahko opravi s tehnikama, kot sta Burgess in Kingsley Robinson
  - Disartikulacija kolena (Gritti ali Gritti-Stokes)
  - Nadkolenska amputacija (transfemoralna)
  - Rotacioplastika – golen se obrne in ponovno pritrdi, zaradi česar gleženj funkcionira kot koleno
  - Disartikulacija kolka
  - Hemipelvektomija

### Roka
- Amputacija prstov
- Metakarpalna amputacija
- Disartikulacija zapestja
- Amputacija podlakti (transradialna)
- Disartikulacija komolca
- Nadkomolčna amputacija (transhumeralna)
- Disartikulacija ramena
- Krukenbergov postopek

### Ostalo
Obraz:
- Amputacija ušesa
- Amputacija nosa (rinotomija)
- Amputacija jezika (glosektomija)
- Amputacija očesa (enukleacija) – Večina teh amputacij na obrazu se je in se še vedno uporablja v nekaterih delih sveta kot kazen za nekatere zločine.
- Amputacija zob – Nekatere kulture jo izvajajo kot del rituala, na primer na severu Afrike.

Prsi:
- Amputacija dojke (mastektomija).

Genitalije:
- Amputacija testisa (kastracija)
- Amputacija penisa (penektomija)
- Amputacija kožice (obrezanje/cirkumcizija)
- Amputacija klitorisa (klitoridektomija).

Hemikorporektomija ali amputacija v pasu in obglavljenje ali amputacija na vratu sta najbolj radikalni amputaciji.

### Samoamputacija
V nekaterih redkih primerih, ko je oseba ostala ujeta na zapuščenem kraju brez sredstev za komunikacijo ali upanja na rešitev, je amputirala svoj lasten ud.
Motnja telesne integritete je psihološko stanje, v katerem se posamezniku zdi, da mora odstraniti enega ali več delov svojega telesa, običajno okončine. V nekaterih primerih tak bolnik sprejme drastični ukrep za odstranitev nadležnih dodatkov, bodisi tako, da povzroči nepopravljivo škodo na okončini, kjer tudi medicinsko posredovanje ne more rešiti okončine, bodisi z amputacijo.

## Vzroki
Obstaja veliko različnih vzrokov, ki privedejo do amputacije:

### Bolezni obtočil
- Diabetična okužba stopala ali gangrena (najpogostejši vzrok amputacij, povezanih z okužbami)
- Sepsa s periferno nekrozo

### Neoplazme
- Rakavi tumorji kosti ali mehkih tkiv (osteosarkom, hondrosarkom, fibrosarkom, epitelioidni sarkom, Ewingov sarkom, sinovialni sarkom, sakrokokcigealni teratom, liposarkom)
- Melanom

### Poškodbe
- Hude poškodbe okončin, pri katerih te ni mogoče ohraniti ali prizadevanje za to ne uspe
- Travmatska amputacija (nepričakovana amputacija, ki se pojavi na mestu nesreče, kjer je del telesa delno ali v celoti ločen kot neposredna posledica nesreče, na primer prst, ki ga odreže rezilo žage)
- Amputacija v maternici

### Deformacije
- Deformacije prstov ali udov
- Dodatni prsti ali udi (polidaktilija)

### Okužba
- Okužba kosti (osteomielitis)
- Sladkorna bolezen
- Omrzline

### Šport
Včasih se lahko profesionalni športniki odločijo za nenujno amputacijo prsta z namenom lajšanja kronične bolečine in izboljšanja učinkovitosti. Igralec avstralskega nogometa Daniel Chick je iz tega razloga dal amputirati prstanec leve roke. Enako je storil ragbist Jone Tawake. Podobno je dal svoj mezinec amputirati igralec iz lige NFL Ronnie Lott, ki si ga je poškodoval v sezoni 1985.

### Zakonska kazen
Amputacija se uporablja kot zakonska kazen v številnih državah, med njimi so Saudova Arabija, Jemen, Združeni arabski emirati, Iran, Sudan in islamske regije Nigerije.

## Kirurgija

### Metoda
Prvi korak je ligacija oskrbovalne arterije in vene, da se prepreči krvavitev. Mišice se prerežejo, enako se prereže tudi kost z žago. Ostri robovi kosti se pokrijejo, za prekritje krna se uporabi mišice in kožo. Občasno se vstavi tudi elemente za pritrditev proteze.

## Travma
Travmatična amputacija je delna ali popolna odstranitev dela telesa med resno nesrečo, na primer v prometu, med delom ali med bojem. Delna ali celotna amputacija okončine predstavlja neposredno nevarnost smrti zaradi velike izgube krvi.
Ortopedski kirurgi pogosto ocenijo resnost različnih poškodb z uporabo ocene po lestivici Magled Extremity Severity Score. Glede na različne klinične in situacijske dejavnike lahko napovejo verjetnost amputacije. Še posebej je to pomembno za urgentne zdravnike, da hitro ocenijo bolnike in se odločijo za morebitna posvetovanja.

### Vzroki
Travmatične amputacije so pri ljudeh redke (1 na 20 804 prebivalce na leto). Do izgube okončine običajno pride takoj med nesrečo, včasih pa nekaj dni kasneje po medicinskih zapletih. Statistično so najpogostejši vzroki travmatičnih amputacij:
- Prometne nesreče (avtomobili, motorji, kolesa, vlaki, ...)
- Nezgode pri delu (oprema, inštrumenti, jeklenke, motorne žage, stroji za stiskanje, stroji za meso, lesni stroji, ...)
- Kmetijske nesreče s stroji ali kosilnico
- Električni udar
- Orožje, eksploziv
- Industrija (žične vrvi, ...)
- Eksplozije plinskih jeklenk
- Druge redke nesreče

### Zdravljenje
Razvoj mikrokirurške znanosti v zadnjih 40-ih letih je zagotovil več možnosti zdravljenja travmatične amputacije, odvisno od bolnikove specifične travme in klinične situacije:
1. izbira: kirurška amputacija in nastavitev proteze
2. izbira: kirurška amputacija, presaditev drugih tkiv in rekonstrukcija
3. izbira: nadomestitev, ponovna povezava – revaskularizacija amputiranega dela z mikroskopom (po letu 1969)
4. izbira: presaditev kadaverske roke (po letu 2000)

### Epidemiologija
V Združenih državah Amerike je bilo leta 1999 po podatkih Ameriškega statističnega združenja 14 420 nesmrtnih travmatičnih amputacij. Od tega jih je bilo 4435 ali 30,75 % zaradi prometnih nesreč in 9985 ali 69,24 % zaradi delovnih nezgod.
Tega leta je v ZDA živelo približno 300 milijonov ljudi, kar je pomenilo, da je pogostost amputacij 1 na 20 484 oseb letno. V skupini delovnih nezgod je bilo 53 % delavcev in tehnikov, 30 % proizvodnih in storitvenih delavcev ter 16 % gozdarjev in ribiških delavcev.
Študija je pokazala, da se je v ZDA leta 2010 v 30-ih dneh v bolnišnico vrnilo 22,8 % bolnikov, katerim so bili amputirani spodnji udi.